# 素浪人罷り通る
『素浪人罷り通る』（すろうにんまかりとおる）は、1981年（昭和56年）から1983年（昭和58年）にかけてフジテレビ系列の「時代劇スペシャル」の中で放映された単発時代劇シリーズ。三船敏郎主演。全6作（＋番外編１）。ここでは同じ時代劇スペシャル枠で放送された続編『魔境 殺生谷の秘密』についても記載する。

## 概要
三船演じる剣豪の素浪人が、諸国を旅しながら様々なトラブルに巻き込まれ、その渦中の人々を助けていく時代劇。
黒澤明監督の映画『用心棒』から始まり、TV『荒野の素浪人』等を経てきた、三船の代表作「素浪人」シリーズの最終作。

## キャラクター(素浪人)
- 『用心棒』『椿三十郎』の時と同様に、素浪人は、懐手に肩を大きく揺らしながら歩き、誰かに名前を聞かれる度にその場の思いつきで「春夏秋冬」などと適当な偽名を名乗るのが特徴。
- 第1話では、素浪人が放浪する以前、仕官していた頃の立石藩の事件に巻き込まれ、藩を出た理由や本名などが明かされる。第6話では「檜(ひのき)三十郎」と名乗る。登場人物に「菊千代」「久蔵」「与平」など、『七人の侍』を彷彿とさせる名前が散見するが、三船演じる素浪人も、「島田勘兵衛」に肖ったような「大西勘兵衛」が本名であり、最終作では「烏田(からすだ)閑兵衛」を名乗っている。
- 素浪人の髪型は、『罷り通る』シリーズでは、月代を剃らずに髪をザンバラに伸ばした「ムシリ」。これは『荒野の素浪人』第１シリーズの「峠九十郎」と同じである。『魔境』のみ髪をまとめ上げた「総髪」で、『用心棒』『椿三十郎』の頃に戻っている。
- 素浪人の家紋は「丸に木瓜(もっこう)」。これは三船敏郎の家紋と同じで、映画『待ち伏せ』、ＴＶ『荒野の素浪人』ほか、ほぼ全作、素浪人はこの家紋で通している。黒澤明監督の２作品『用心棒』『椿三十郎』のみ「丸に剣片喰(けんかたばみ)」で、これは黒澤明の家紋であった。
- 素浪人の振るう刀は同田貫。これは『荒野の素浪人』以来。流派は設定されていない。

## あらすじ

### 素浪人罷り通る 血煙りの宿
旅を続ける春夏秋冬は、幼い息子を抱きかかえて逃げるひとりの女とすれ違う。麓の村にたどり着いた春夏秋冬は、野盗が家屋に火を放ち庄屋を殺害する惨状を目の当たりにする。村人が、あの女のせいだと叫ぶ。その後、再び女と出会う春夏秋冬。村人は捕らえた女とその息子を野盗に引き渡すという。ふたりを村人の手から救い出した春夏秋冬は、息子のためにも逃げるのをやめるよう女に諭し、その場を去るのだった。それから三年後、その女お銀は忠告通り信濃矢崎宿のはずれに居を構え、息子と共に暮らしていた。旅の途中、お銀と三度目の再開を果たした春夏秋冬は、彼女の宿の世話になる。その夜、婚礼の宴会が行われていた宿場に野盗が現れ、狼藉を始める。宴会の手伝いに来ていたお銀は驚愕する。騒動のさなか、野盗の頭の弟を捕らえた村人たち。宿へと戻ったお銀は、春夏秋冬に野盗との因縁を語る。お銀の夫は、丹兵衛率いる野盗鬼火一味のひとりであったが、息子のために足を洗う事を決意する。しかしそれを聞いた丹兵衛は激怒。苛烈な暴行を受けた夫はお銀のもとで事切れる。お銀は一味をお上に訴人し江戸から追放することに成功したが、一味に目の敵にされ、追われる身となったという。村人のためにも矢崎宿から逃げるしかないというお銀を、春夏秋冬は思いとどまらせるのだった。翌朝目を覚ましたお銀は、寝床から春夏秋冬が姿を消したのに気づきうろたえる。しかし春夏秋冬は宿の屋根を葺き替えているだけだった。それを見て安心するお銀。耕した畑から大根が芽を出しており、秋には大根が出来ると喜ぶお銀に、春夏秋冬は笑顔を見せるのだった。一方、矢崎宿では鬼火一味の手配書が張り出されていた。宿場を自らの手で守ると決意した村人たちは、再び現れるであろう鬼火一味に備え柵を張り、武装する。そんな中、春夏秋冬を探す男半兵衛が宿場にやって来た。真崎の旦那に居場所を聞き、春夏秋冬のもとへたどり着いた半兵衛。彼はある五万石の小藩の遣いで、腕の立つ春夏秋冬を雇うことを厳命されて旅を続けているという。くどくどと話をする半兵衛をよそに、春夏秋冬は屋根を修理するのだった。代官所では、真崎の旦那が村人たちにお銀の宿を護衛するよう指示していた。その時、捕らわれの身である丹兵衛の弟が、お銀は守る価値のない女だと言い放つ。それを突っぱねる村人たち。そんな宿場にひとりの男が帰ってきた。かつて弥九と呼ばれていたその男弥九郎は、百姓の息子であった。三十年前に父親が盗みを働いたことで村八分にされ、村を出ていった男である。弥九郎が現れたのとほぼ同時に、鬼火一味が宿場にやって来た。丹兵衛は、弟とお銀を引き渡せばおとなしく引き上げると言う。真崎はこれを拒否し、戦闘が始まった。その様子を傍観していた弥九郎だったが、突如一味の三人を斬り捨てた。狼狽した鬼火一味はその場を後にした。その腕前に感心した村人たちは弥九郎に宿場を守ってくれるよう誘いをかけるが、弥九郎にその気はないという。弥九郎は、自身を追い出したこの宿場を憎んでいるのだ。お銀の身柄を要求してきたという鬼火一味の話を村人から聞いたお銀は暗い表情を浮かべる。そんな彼らの前に現れた弥九郎は、賞金首である春夏秋冬の首を取ると宣言し、去っていった。夜になると弥九郎は、幼少時の不幸な出来事を思い返しながら酒を呷っていた。店主に対し、村の奴全部が血の涙を流すのを見たいと唸るのだった。翌日、弥九郎はお銀の息子しょうたを誘拐し、鬼火一味に引き渡す。お銀が丹兵衛の弟を連れて来れば、引き換えにしょうたを返すという鬼火一味。しかし春夏秋冬は自分が行くと言い、お銀に刀を預けて一味のもとへ向かう。鬼火一味と共に待ち構えていた弥九郎は、春夏秋冬を斬るよう命令される。しかし賞金稼ぎとは丸腰の相手は斬らないものだと言う弥九郎。結局、自身が殴打されるのと引き換えにしょうたを取り戻した春夏秋冬。お銀を是が非でも殺したい丹兵衛に、弥九郎は春夏秋冬の同田貫を奪えば良いと入れ知恵するが……。

### 素浪人罷り通る 去るも地獄残るも地獄
宿場で食事をしている春夏秋冬のもとに、少年が駆け込んできた。少年に手渡された紙には、「この子をたのむ」と書かれている。その紙を書いたという少年の父のもとへ急ぐふたりだったが、父は浪人に斬られてしまう。父を葬る少年と春夏秋冬。その少年三太が父に持たされたという金で一宿一飯の恩義になる春夏秋冬。翌日、三太を叔母ゆきが住む家に送り届けた春夏秋冬は、村の酒場もずやへと立ち寄る。もずやの女お紋は酒代は八文だと言うが、春夏秋冬は六文にまけてもらう。そんな中もずやにチンピラまがいの浪人たちが現れ、ひと悶着あった末、三太の父を斬った浪人仙十郎と再会する春夏秋冬。名前を聞かれた春夏秋冬は、「六文銭」と名乗るのだった。仙十郎に連れられ代官屋敷に着いた春夏秋冬。反抗する農民たちに対抗するため、用心棒になるよう誘いをかける代官赤沼。屋敷には浪人たちが二十人居た。給金は一人月六両、全部で月百二十両。金の出所を訝る春夏秋冬に、黒幕は名主であるという仙十郎。その名主三右衛門のもとへ案内された春夏秋冬は、名前を聞かれ「赤猫鯉衛門」と名乗り、剣の流派を聞かれると「春夏秋冬流」と答える。三右衛門の屋敷から出る春夏秋冬。突如現れた農民作造は、彼を農民たちが集まる真命寺へ連れ込む。代官と名主は結託し、支払えないほどの年貢を取り立てているという。仲間になるよう迫る農民たちを制止し、春夏秋冬はもずやへ向かう。

## キャスト
- 大西勘兵衛(素浪人春夏秋冬)：三船敏郎

## スタッフ
- 企画: 能村庸一、伊藤満
- 脚本: 田坂啓、村尾昭、中野顕彰、津田幸於、新藤兼人、星川清司、宮川一郎
- プロデューサー: 前原満司
- 監督: 池広一夫、松尾昭典、吉川一義、井上昭、鷹森立一、西村潔
- 音楽: 佐藤勝
- 撮影：小野進
- 美術：筒井増男
- 照明：福富精二
- 録音：遠藤和生(宮永サウンド)
- 編集：阿良木佳弘
- 殺陣：宇仁貫三
- 助監督：武内孝吉
- 制作主任：中島智之
- 制作担当：青木君雄
- 製作: 三船プロダクション

## 放映リスト
| 話     | 放送日          | タイトル                                | 脚本             | 監督     | 出演者 |
| ------ | --------------- | --------------------------------------- | ---------------- | -------- | --- |
| 第1弾  | 1981年 10月30日 | 「素浪人罷り通る」                      | 田坂啓           | 池広一夫 | 三船敏郎（素浪人春夏秋冬／大西勘兵衛）、西郷輝彦（結城小十郎）、佐藤友美（おゆき）、竹田かほり（タキ）、鈴木瑞穂（別所主馬）、草薙幸二郎（安井政之助）、常田富士男（関口弥兵衛）、花沢徳衛（長沼伊織）、今福将雄（庄屋）、山岡徹也、江幡高志（女衒）、伊達三郎、平泉征、木村元（矢部九内）、森章二、三角八郎、高田直久、梅津栄（ヤクザの親分）、田村貫、増岡弘、村上正次、松行俊二、荻原紀、郷内栄喜、由利勝郎、柿木恵至、二家本辰巳                                                                     |
| 第2弾  | 1982年 5月7日   | 「素浪人罷り通る 暁の死闘」             | 村尾昭、中野顕彰 | 松尾昭典 | 三船敏郎（素浪人春夏秋冬）、泉谷しげる（多助）、千石規子（たね）、青木義朗（大倉）、伊沢一郎（津上）、中村竜三郎、近藤宏（天神の久蔵）、秋谷陽子（おさち）、二本柳俊依（竹丸の母）、遠藤征慈（榊）、八名信夫（用心棒）、伊豆肇（坂部）、杉江廣太郎（佐平次）、北條清嗣、木田三千雄（茶店の親爺）、弘松三郎、入江正徳（平井）、田付貴彦（菊千代）、吉中六、大島光幸（石黒）、林健樹、新井一夫、森下明、加藤茂雄、宮寺康夫、篠田薫                                                                         |
| 第3弾  | 1982年 10月29日 | 「素浪人罷り通る 血煙りの宿」           | 村尾昭、津田幸於 | 吉川一義 | 三船敏郎（素浪人春夏秋冬）、荒井注（柏木半兵衛）、佐藤オリエ（お銀）、中尾彬（弥九郎）、高橋長英（真崎源之介）、木村元（鬼火の丹兵衛）、吉田豊明（神坂）、佐野アツ子（滝）、金井大（甚左衛門）、岩城力也（佐兵衛）、片桐竜次、市川好郎、潮健児、佐藤B作、吉原正皓、関戸純、粟津號、沢田勝美、浅見美那、滝川潤、兼松隆、金親保雄、圓山淳也、河合絃司、平川広美、宝井宏治、大竹義夫、五所勝彦、早川郷美、志村幸江、矢島正明（ナレーター）                                                                  |
| 第4弾  | 1983年 2月18日  | 「素浪人罷り通る 去るも地獄残るも地獄」 | 新藤兼人         | 吉川一義 | 三船敏郎（素浪人六文銭／素浪人赤猫鯉衛門）、沖雅也（藤川仙十郎）、夏木マリ（お紋）、小池朝雄（蔦屋三右衛門）、かとうかずこ（ゆき）、江藤潤（作造）、外山高士（赤沼源之進）、殿山泰司（亀吉）、平泉征（万太郎）、大原和彦（三太）、早川雄三、丹古母鬼馬二（勘次）、江角英明、大木正司（雲州和尚）、友金敏雄、吉中六、二家本辰巳、伊藤公子（はな）、田辺洋、宍戸久一郎、中沢青六、荻原紀、戸塚孝、大島光幸、石崎洋光、中村光次郎、和田正義、草薙庄一郎                                                     |
| 第5弾  | 1983年 4月8日   | 「素浪人罷り通る 涙に消えた三日極楽」   | 星川清司         | 井上昭   | 三船敏郎（素浪人落葉十郎）、杉田かおる（おふく）、宮下順子（おらく）、下條アトム（三之助）、石橋蓮司（板倉）、田口計（唐津屋）、浜田晃（赤間）、吉野佳子（尼さん）、梅津栄（地主・与平）、木田三千雄（飯屋の亭主）、北村晃一（又蔵）、三夏伸（平戸）、井村昴、甲斐武、藤原益二、星野晃、荻原紀、大島光幸、柿木恵至、城野勝巳、中瀬博文、伊藤晃子、田城栄子、渋谷さだ子、里見千草、保谷政子 |
| 第6弾  | 1983年 8月5日   | 「素浪人罷り通る 矢立峠に裏切りを見た」 | 宮川一郎         | 鷹森立一 | 三船敏郎（素浪人檜三十郎）、若林豪（山岡大二郎）、范文雀（おそで）、戸浦六宏（入舟屋）、西沢利明（松山）、大場順（小太郎）、斎藤里花（お妙）、伊沢一郎（戸崎）、遠藤征慈（関）、小瀬格、広瀬昌助（水沢）、南城竜也、中村孝雄、中山昭二、溝口舜亮、伊東裕平、三輪猛雄、武田ひろし、熊谷卓三、門脇三郎、杉山孝、立川良一、荻原紀、谷本小夜子、内藤路代、早瀬さとみ、松本早苗、川西立子、宍戸久一郎、山口正一郎、井村昴、山本緑、小甲登枝恵、星野睦子、羽吹正吾、森孝太、高野隆、戸塚孝、村上久勝、石崎洋光 |
| 番外編 | 1983年 11月10日 | 「魔境 殺生谷の秘密」                   | 星川清司         | 西村潔   | 三船敏郎（素浪人烏田閑兵衛）、佳那晃子（おこう）、赤座美代子（お袖）、南利明（口入屋・黒木屋又蔵）、内田勝正（公儀検察使・三浦左馬之助）、長谷川弘（代官・大垣兵部）、黒川恭佑（小さな閑兵衛）、峰岸徹（風間喜平太）、今福将雄（烏田閑兵衛〈本物〉）、財津一郎（盛助）、吉中六、荻原紀、藤原益二、甲斐武、村上久勝、二家本辰己、郷内栄喜、秋元武志、靏野晃弘、石崎洋充、柿木恵至、森下明、高橋正昭、深作覚、清水進一                                                                                     |